# Jan Kuthan
Jan Kuthan (* 12. října 1978 Příbram) je český spisovatel a podnikatel.

## Život
Po absolvování Vyšší odborné školy publicistiky v Praze (2002) pracoval pro Městské muzeum Sedlčany, kde se podílel na vzniku nové expozice. Je autorem několika knih a spoluautorem dalších publikací a jiných materiálů, na nichž nejčastěji spolupracoval s fotografem Martinem Steckerem. Ve své novinářské a publicistické tvorbě se věnoval zejména rodnému Sedlčansku a krajině středního Povltaví; své vzpomínky na toto období podrobněji zachycuje ve svém osobním blogu.
Od roku 2006 je provozovatelem internetového obchodu Hubatá černoška.

## Dílo
- Příběh naší vesnice (1998) – kronika malé vísky Rovina u Sedlčan. Ústředním tématem knížky jsou vzpomínky posledních žijících pamětníků na událost z konce 2. světové války, při níž došlo na kraji vsi k ozbrojenému střetu místních občanů s německými vojáky. Autor s pomocí pamětníků, kronik a dalších materiálů zachytil historii i současnost jednotlivých domů, rodin či spolků.
- Jedna kachna za druhou (1999) – knížka obsahuje 100+1 veselých povídek, příběhů a anekdot, psaných formou novinářských kachen. Jejich děj je zasazen do regionů Sedlčanska a okolí Sedlce-Prčice.
- Staletí pod hradními okny (2002) – s pomocí desítek sborníků, kronik, knih i výpovědí pamětníků se autorovi podařilo sepsat neobyčejnou historii i současnost obce Vysoký Chlumec. Zajímavost místa je umocněna přítomností dominantní stavby celého Sedlčanska – zdejšího hradu, ale také pivovaru či nově budovaného Muzea vesnických staveb středního Povltaví. Publikace obsahuje kromě nezbytných historických údajů také docela "obyčejné" příběhy vysokochlumeckých obyvatel. Je doplněna velkým počtem fotografií i několika perokresbami.
- Sedlčanskem po stopách Jakuba Krčína (2004) – kniha vyšla u příležitosti 400 let od smrti rybníkáře Jakuba Krčína z Jelčan a Sedlčan. Přináší poznatky především o poslední etapě Krčínova života, která bývá v literatuře opomíjena (Krčín ji strávil na Sedlčansku). Informace o této záhadné postavě našich dějin doplňují snímky fotografa Martina Steckera.
- Vltava v proudu času (2006) – publikace věnovaná zejména úseku řeky Vltavy od Žďákova k Živohošti obsahuje kolem 370 fotografií ze současnosti i minulosti. Autoři popisují proměny vltavských břehů a života na nich od časů našich pravěkých předků až po současnost. Nechybějí informace o výstavbě přehrad a rozvoji rekreace.
- Sedlčansko ve fotografiích Martina Steckera (2009) – fotografická publikace vyšla v roce 2009 v české i anglické verzi. Přibližuje nejzajímavější oblasti sedlčanského regionu, zachycuje sakrální a světské památky, lidovou architekturu, rybníky a lomy, památné stromy či chráněná území.
- Čeněk Habart – Sedlčansko (2013) – publikace historických fotografií Čeňka Habarta (z let 1893–1902) představuje fotografickou tvorbu tohoto významného regionálního historika, kronikáře a fotografa na přelomu 19. a 20. století.